# Galatasaray Istanbul/Saison 2012/13

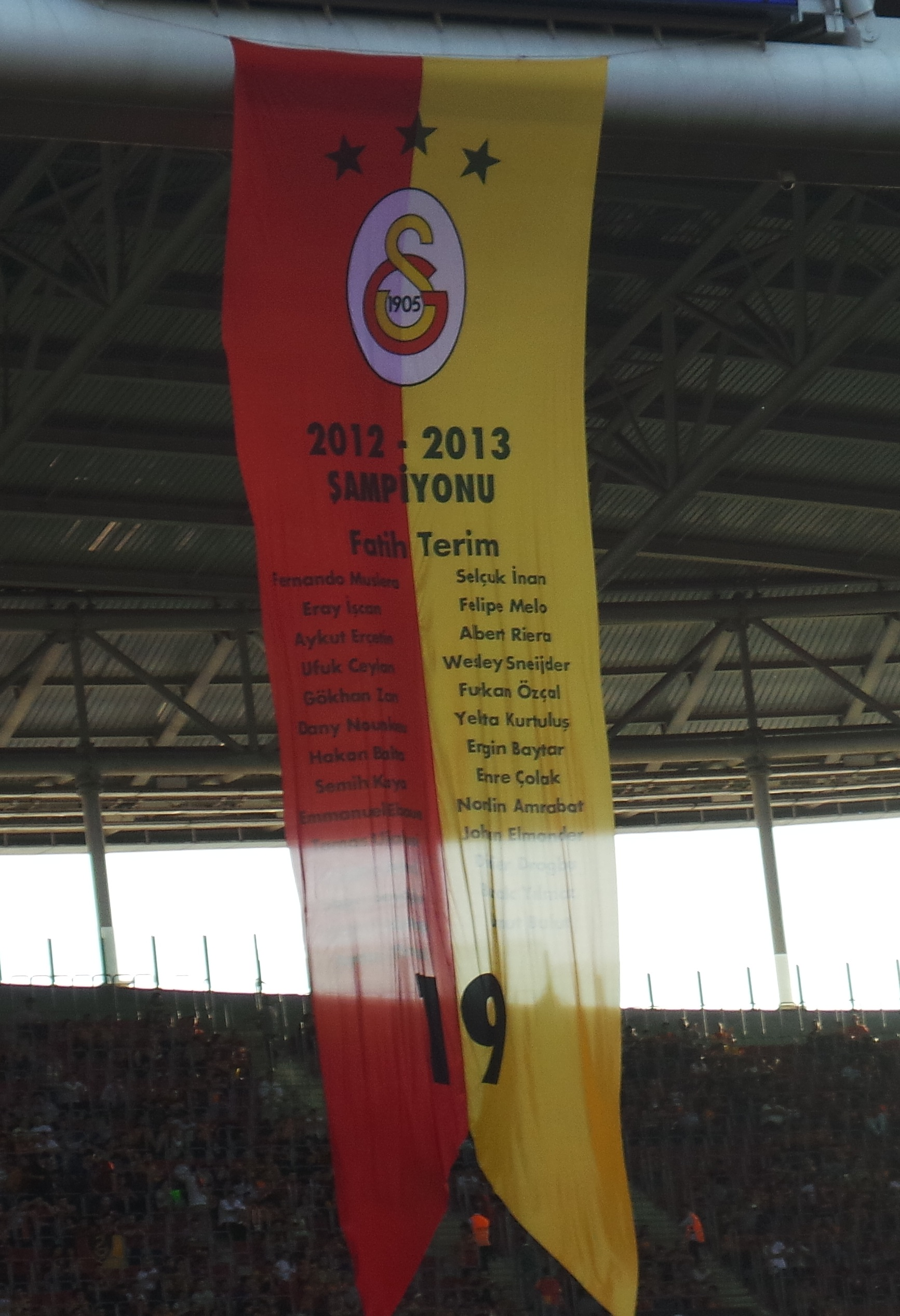
Eine Fahne mit den Namen der Meistermannschaft der Saison 2012/13

Die Saison 2012/13 von Galatasaray Istanbul war die 105. Saison in der Vereinsgeschichte und die 55. Saison in der türkischen Liga, der Süper Lig. Der Klub beendete die Saison wie im Vorjahr auf dem 1. Platz und wurde zum 19 Mal türkischer Meister. Die Türkiye Kupası endete für Galatasaray Istanbul im Achtelfinale. In der UEFA Champions League schieden die Gelb-Roten im Viertelfinale aus.

## Personalien

### Kader
| Nr.        | Nat.                      | Name             | Geburtsdatum  | im Verein seit | vorheriger Verein  |
| Torhüter   | Torhüter                  | Torhüter         | Torhüter      | Torhüter       | Torhüter           |
| ---------- | ------------------------- | ---------------- | ------------- | -------------- | ------------------ |
| 25         | Uruguay Italien           | Fernando Muslera | 16. Juni 1986 | 2011           | Lazio Rom          |
| 67         | Turkei                    | Eray İşcan       | 19. Juli 1991 | 2012           | eigene Jugend      |
| 82         | Turkei Deutschland        | Aykut Erçetin    | 14. Sep. 1982 | 2002           | eigene Jugend      |
| 86         | Turkei                    | Ufuk Ceylan      | 23. Juni 1986 | 2009           | Manisaspor         |
| Abwehr     |                           |                  |               |                |                    |
| 05         | Turkei                    | Gökhan Zan       | 7. Sep. 1981  | 2009           | Beşiktaş Istanbul  |
| 13         | Kamerun Frankreich        | Dany Nounkeu     | 11. Apr. 1986 | 2012           | Gaziantepspor      |
| 22         | Turkei Deutschland        | Hakan Balta      | 23. März 1983 | 2007           | Vestel Manisaspor  |
| 26         | Turkei                    | Semih Kaya       | 24. Feb. 1991 | 2009           | eigene Jugend      |
| 27         | Elfenbeinküste Belgien    | Emmanuel Eboué   | 4. Juni 1983  | 2011           | FC Arsenal         |
| 30         | Tschechien                | Tomáš Ujfaluši   | 24. März 1978 | 2011           | Atlético Madrid    |
| 33         | Turkei                    | Çağlar Birinci   | 2. Okt. 1985  | 2010           | Denizlispor        |
| 55         | Turkei                    | Sabri Sarıoğlu   | 26. Juli 1984 | 2001           | eigene Jugend      |
| Mittelfeld |                           |                  |               |                |                    |
| 04         | Turkei                    | Hamit Altıntop   | 8. Dez. 1982  | 2012           | Real Madrid        |
| 07         | Turkei                    | Aydın Yılmaz     | 29. Jan. 1988 | 2005           | eigene Jugend      |
| 08         | Turkei                    | Selçuk İnan      | 10. Feb. 1985 | 2011           | Trabzonspor        |
| 10         | Brasilien Spanien         | Felipe Melo      | 26. Juni 1983 | 2011           | Juventus Turin     |
| 11         | Spanien                   | Albert Riera     | 15. Apr. 1982 | 2011           | Olympiakos Piräus  |
| 14         | Niederlande               | Wesley Sneijder  | 9. Juni 1984  | 2013           | Inter Mailand      |
| 23         | Turkei Deutschland        | Furkan Özçal     | 3. Sep. 1990  | 2012           | Kayserispor        |
| 35         | Turkei                    | Yekta Kurtuluş   | 11. Dez. 1985 | 2011           | Kasımpaşa Istanbul |
| 50         | Turkei Deutschland        | Engin Baytar     | 11. Juli 1983 | 2011           | Trabzonspor        |
| 52         | Turkei                    | Emre Çolak       | 20. Mai 1991  | 2009           | eigene Jugend      |
| Angriff    |                           |                  |               |                |                    |
| 09         | Schweden                  | Johan Elmander   | 27. Mai 1981  | 2011           | Bolton Wanderers   |
| 12         | Elfenbeinküste Frankreich | Didier Drogba    | 11. März 1978 | 2013           | Shanghai Shenhua   |
| 17         | Turkei                    | Burak Yılmaz     | 15. Juli 1985 | 2012           | Trabzonspor        |
| 19         | Turkei                    | Umut Bulut       | 15. März 1983 | 2012           | FC Toulouse        |
| 53         | Marokko Niederlande       | Nordin Amrabat   | 31. März 1987 | 2012           | Kayserispor        |

#### Transfers
| Zugänge | Abgänge |
| --- | --- |
| Sommer 2012 - Hamit Altıntop (Real Madrid) - Nordin Amrabat (Kayserispor) - Umut Bulut (FC Toulouse) a. - Cris (Olympique Lyon) - Dany Nounkeu (Gaziantepspor) - Furkan Özçal (Kayserispor) - Burak Yılmaz (Trabzonspor) Winter 2012/13 - Didier Drogba (Shanghai Shenhua) - Wesley Sneijder (Inter Mailand) | Sommer 2012 - Ayhan Akman (Karriere beendet) - Necati Ateş (Eskişehirspor) - Mehmet Batdal (Bucaspor) a. - Servet Çetin (Eskişehirspor) - Emmanuel Culio (Mersin İdman Yurdu) a. - Serdar Eylik (Kayseri Erciyesspor) a. - Yiğit Gökoğlan (Orduspor) a. - Colin Kâzım-Richards (Blackburn Rovers) a. - Serkan Kurtuluş (Gençlerbirliği Ankara) - Juan Pablo Pino (Mersin İdman Yurdu) - Bogdan Stancu (Orduspor) Winter 2012/13 - Milan Baroš (Baník Ostrava) - Cris (Grêmio Porto Alegre) - Anıl Dilaver (Ofspor) a. - Ceyhun Gülselam (Kayserispor) a. - Sercan Yıldırım (Sivasspor) a. |

## Spielkleidung
| Heim | Auswärts | Ausweich |

- Ausrüster: Nike
- Trikotsponsor: Türk Telekom
- Ärmelsponsor: Avea
- Rückensponsor: Ülker

## Saison
Alle Ergebnisse aus Sicht von Galatasaray Istanbul.
Die Tabelle listet alle Süper-Lig-Spiele des Vereins der Saison 2012/13 auf. Siege sind grün, Unentschieden gelb und Niederlagen rot markiert.

### Süper Lig

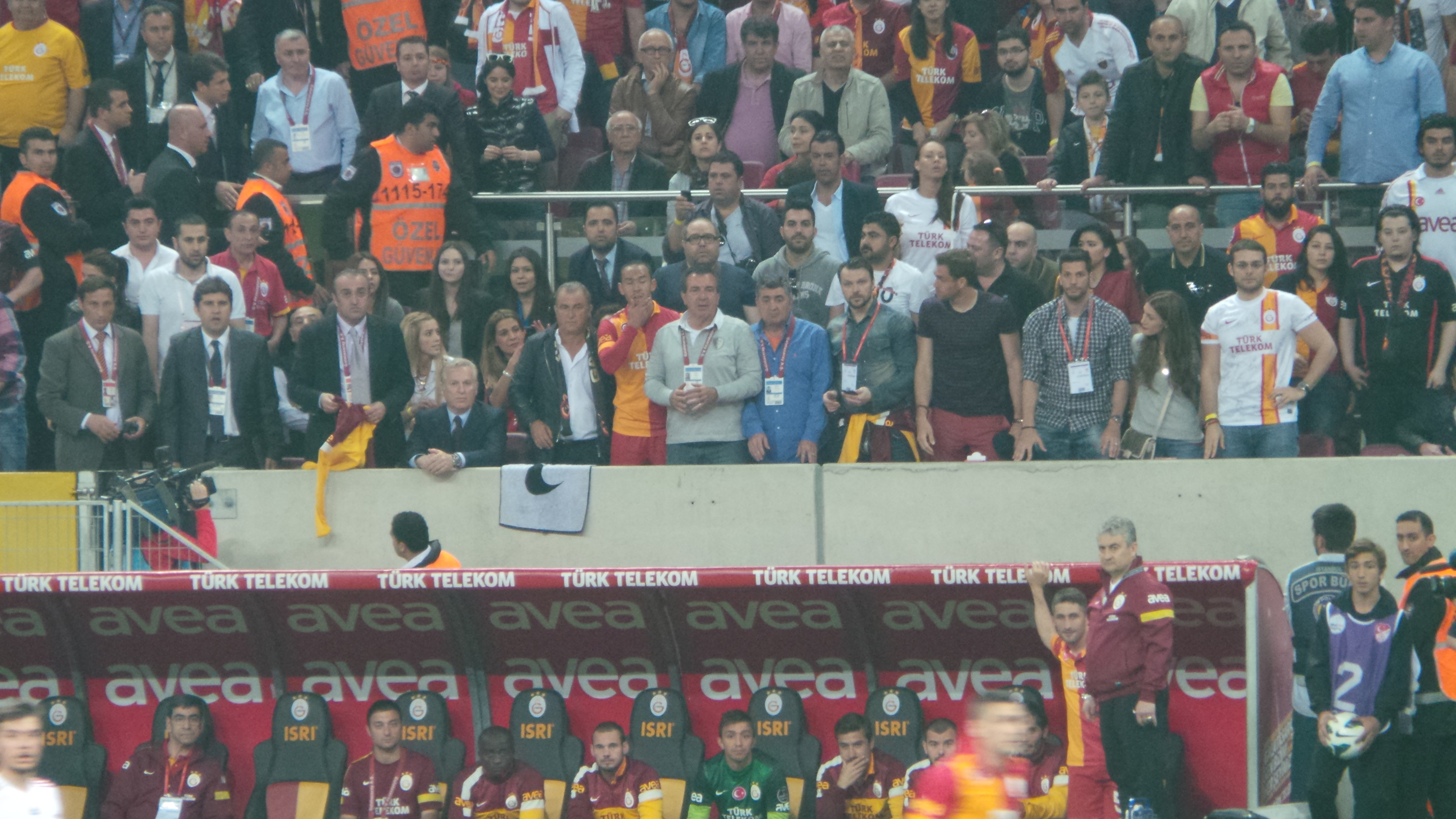
Die Ersatzbank von Galatasaray und der gesperrte Fatih Terim hinter der Ersatzbank im Ligaspiel gegen Sivasspor.

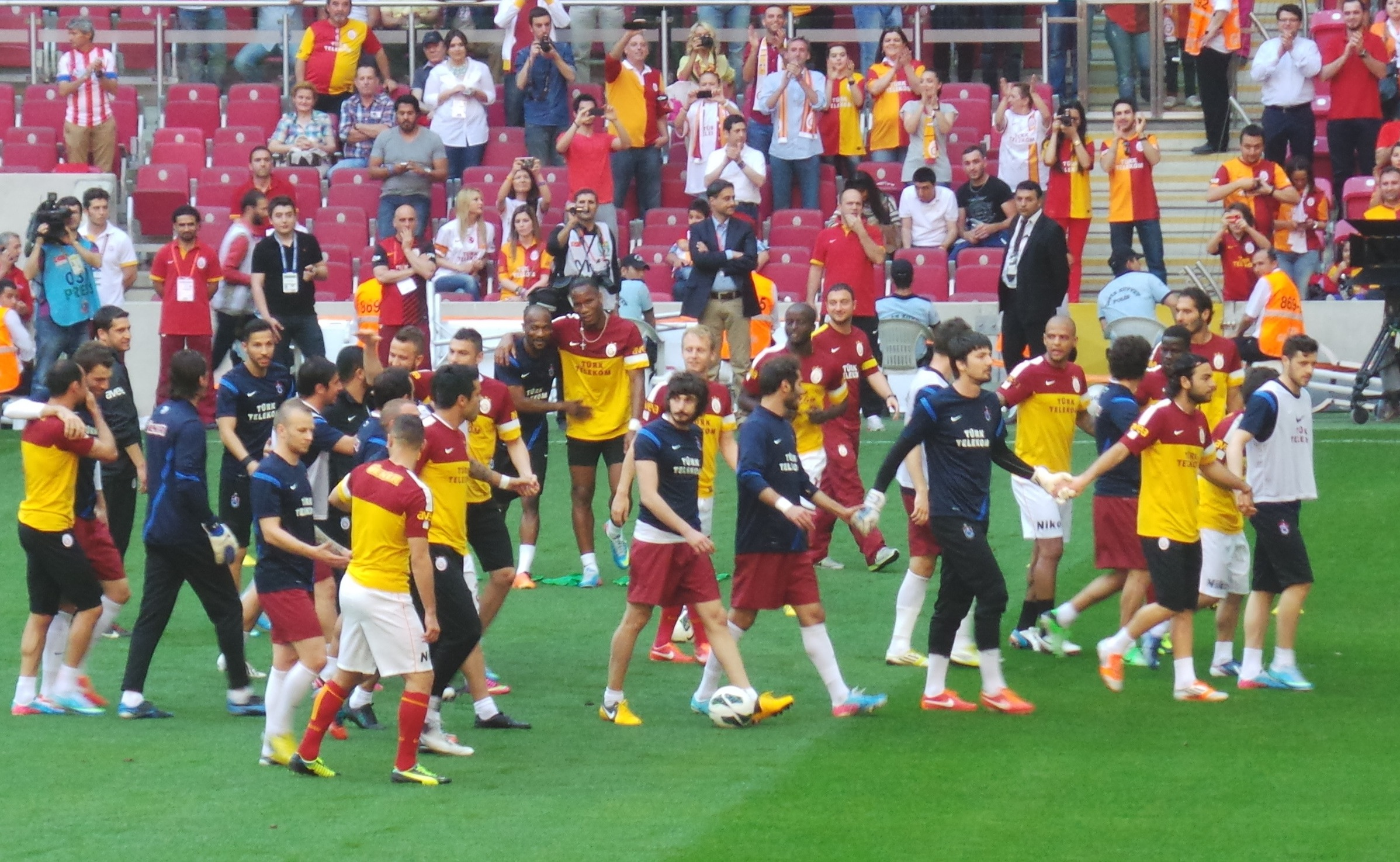
Die Spieler von Galatasaray und Trabzonspor begrüßen vor dem Anstoß die Fans.

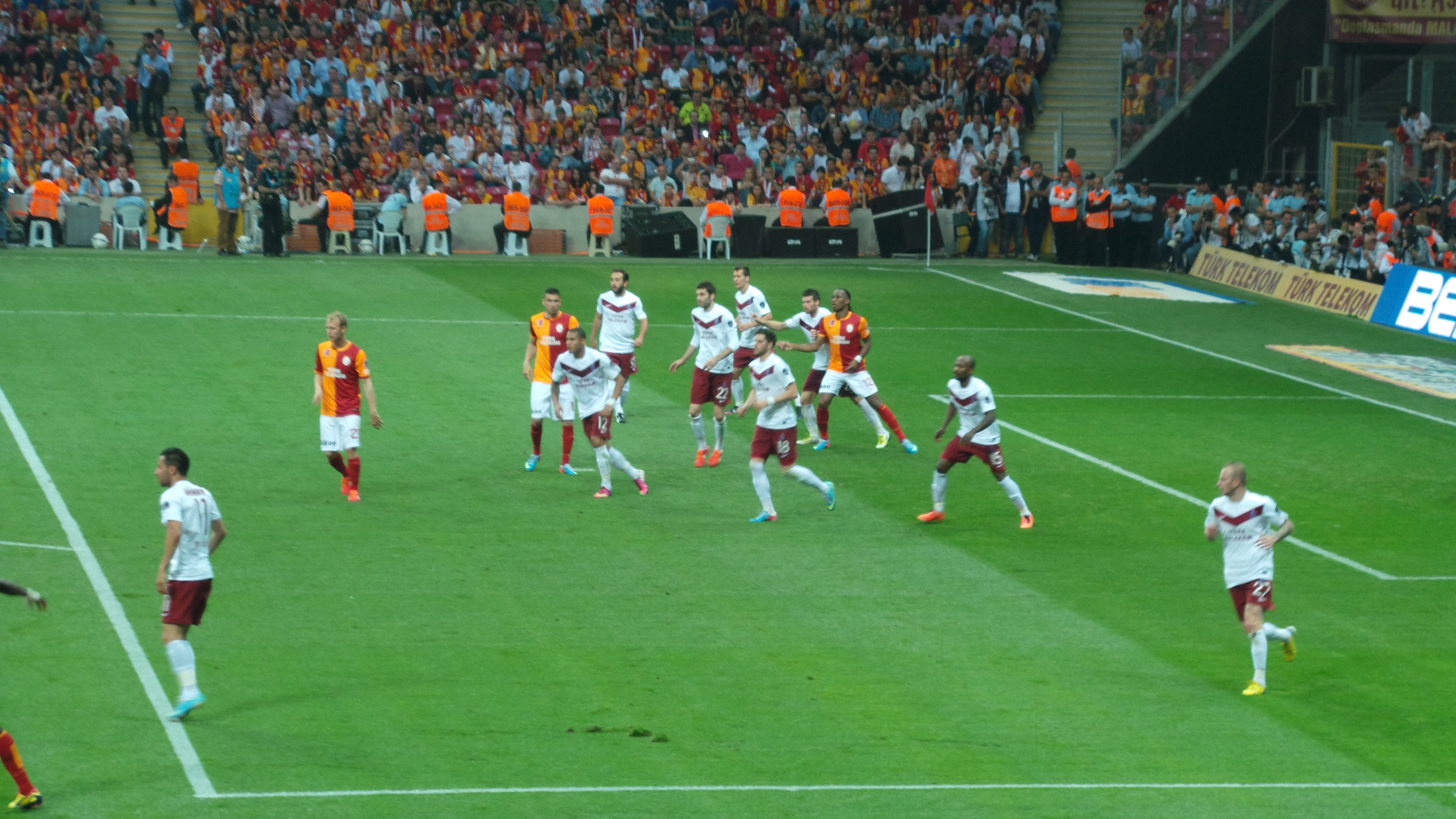
Galatasaray gegen Trabzonspor am letzten Spieltag.

| ST | Datum              | Gegner                | Ort                                    | Ergebnis  | Tor(e) für Galatasaray Istanbul                                              | Karte(n) für Galatasaray Istanbul                                           | Zuschauer |
| -- | ------------------ | --------------------- | -------------------------------------- | --------- | ---------------------------------------------------------------------------- | --------------------------------------------------------------------------- | --------- |
| 01 | 20. August 2012    | Kasımpaşa Istanbul    | Türk Telekom Arena, Istanbul           | 2:1 (1:0) | 1:0 Bulut (35.), 2:1 Bulut (87.)                                             | İnan (32.), Balta (53.), Bulut (81.)                                        | 40.000    |
| 02 | 26. August 2012    | Beşiktaş Istanbul     | İnönü Stadı, Istanbul                  | 3:3 (2:2) | 1:1 Elmander (20.), 2:2 Bulut (45.) 3:3 İnan (86. Foulelfmeter)              | İnan (81.), A. Yılmaz (90.+5')                                              | 27.000    |
| 03 | 2. September 2012  | Bursaspor             | Türk Telekom Arena, Istanbul           | 3:2 (1:0) | 1:0 Bulut (24.), 2:1 Çağıran (72. Eigentor), 3:1 B. Yılmaz (80.)             | Altıntop (51.)                                                              | 48.563    |
| 04 | 15. September 2012 | Antalyaspor           | Akdeniz Üniversitesi Stadyumu, Antalya | 4:0 (2:0) | 1:0 Elmander (11.), 2:0 Amrabat (45.), 3:0 B. Yılmaz (55.), 4:0 Bulut (90.)  | Balta (27.), Cris (63.)                                                     | 05.500    |
| 05 | 23. September 2012 | Akhisar Belediyespor  | Türk Telekom Arena, Istanbul           | 3:0 (2:0) | 1:0 B. Yılmaz (28.) 2:0 Yıldırım (35.), 3:0 B. Yılmaz (58.)                  | İnan (32.)                                                                  | 45.000    |
| 06 | 28. September 2012 | Orduspor              | 19 Eylül Stadı, Ordu                   | 0:2 (0:1) | keine                                                                        | Kaya (75.), Çolak (90.+2')                                                  | 10.000    |
| 07 | 6. Oktober 2012    | Eskişehirspor         | Türk Telekom Arena, Istanbul           | 1:1 (0:0) | 1:0 B. Yılmaz (59.)                                                          | B. Yılmaz (79.), Altıntop (90.+2')                                          | 30.000    |
| 08 | 19. Oktober 2012   | Gençlerbirliği Ankara | 19 Mayıs Stadı, Ankara                 | 3:3 (0:1) | 1:1 Bulut (54.), 2:1 Elmander (57.), 3:3 Riera (86.)                         | Melo (11.), Balta (30.), Amrabat (90.+4')                                   | 13.000    |
| 09 | 27. Oktober 2012   | Kayserispor           | Türk Telekom Arena, Istanbul           | 3:0 (3:0) | 1:0 Bulut (7.), 2:0 Cris (32.), 3:0 B. Yılmaz (36.)                          | keine                                                                       | 31.409    |
| 10 | 2. November 2012   | Istanbul BB           | Atatürk-Olympiastadion, Istanbul       | 3:1 (2:0) | 1:0 Bulut (11.), 2:0 İnan (43.), 3:1 Zayatte (68. Eigentor)                  | Cris (35.), Altıntop (38.)                                                  | 12.500    |
| 11 | 11. November 2012  | Mersin İdman Yurdu    | Tevfik Sırrı Gür Stadı, Mersin         | 1:1 (0:0) | 1:0 Bulut (48.)                                                              | Riera (55.)                                                                 | 09.500    |
| 12 | 16. November 2012  | Kardemir Karabükspor  | Türk Telekom Arena, Istanbul           | 1:3 (1:2) | 1:0 B. Yılmaz (31.)                                                          | Nounkeu (74.), İnan (76.)                                                   | 35.000    |
| 13 | 24. November 2012  | Elazığspor            | Atatürk Stadı, Elazığ                  | 1:0 (0:0) | 1:0 Kurtuluş (50.)                                                           | Melo (77.), Cris (90.), Muslera (89.)                                       | 13.500    |
| 14 | 30. November 2012  | Gaziantepspor         | Türk Telekom Arena, Istanbul           | 1:1 (0:0) | 1:1 B. Yılmaz (79.)                                                          | Amrabat (37.), Melo (63.), Baytar (83.), Melo (82.)                         | 30.500    |
| 15 | 8. Dezember 2012   | Sivasspor             | 4 Eylül Stadı, Sivas                   | 3:1 (2:1) | 1:0 Bulut (1.), 2:1 B. Yılmaz (35.), 3:1 Bulut (57.)                         | Balta (44.)                                                                 | 09.506    |
| 16 | 16. Dezember 2012  | Fenerbahçe Istanbul   | Türk Telekom Arena, Istanbul           | 2:1 (2:1) | 1:0 İrtegün (10. Eigentor), 2:1 İnan (36.)                                   | Nounkeu (19.), İnan (78.)                                                   | 51.311    |
| 17 | 23. Dezember 2012  | Trabzonspor           | Hüseyin Avni Aker Stadı, Trabzon       | 0:0       | keine                                                                        | Melo (88.)                                                                  | 24.169    |
| 18 | 18. Januar 2013    | Kasımpaşa Istanbul    | Recep Tayyip Erdoğan Stadı, Istanbul   | 1:2 (1:1) | 1:0 Elmander (18.)                                                           | Riera (14.)                                                                 | 11.500    |
| 19 | 27. Januar 2013    | Beşiktaş Istanbul     | Türk Telekom Arena, Istanbul           | 2:1 (2:0) | 1:0 Çolak (3.), 2:0 Riera (45.+1')                                           | Elmander (33.), Altıntop (82.), Melo (61.)                                  | 49.500    |
| 20 | 2. Februar 2013    | Bursaspor             | Atatürk Stadı, Bursa                   | 1:1 (1:1) | 1:1 Bulut (30.)                                                              | Kaya (27.), Sarıoğlu (71.)                                                  | 25.508    |
| 21 | 10. Februar 2013   | Antalyaspor           | Türk Telekom Arena, Istanbul           | 2:0 (1:0) | 1:0 B. Yılmaz (8.), 2:0 B. Yılmaz (62.)                                      | Amrabat (29.), Kurtuluş (88.), B. Yılmaz (89.)                              | 47.500    |

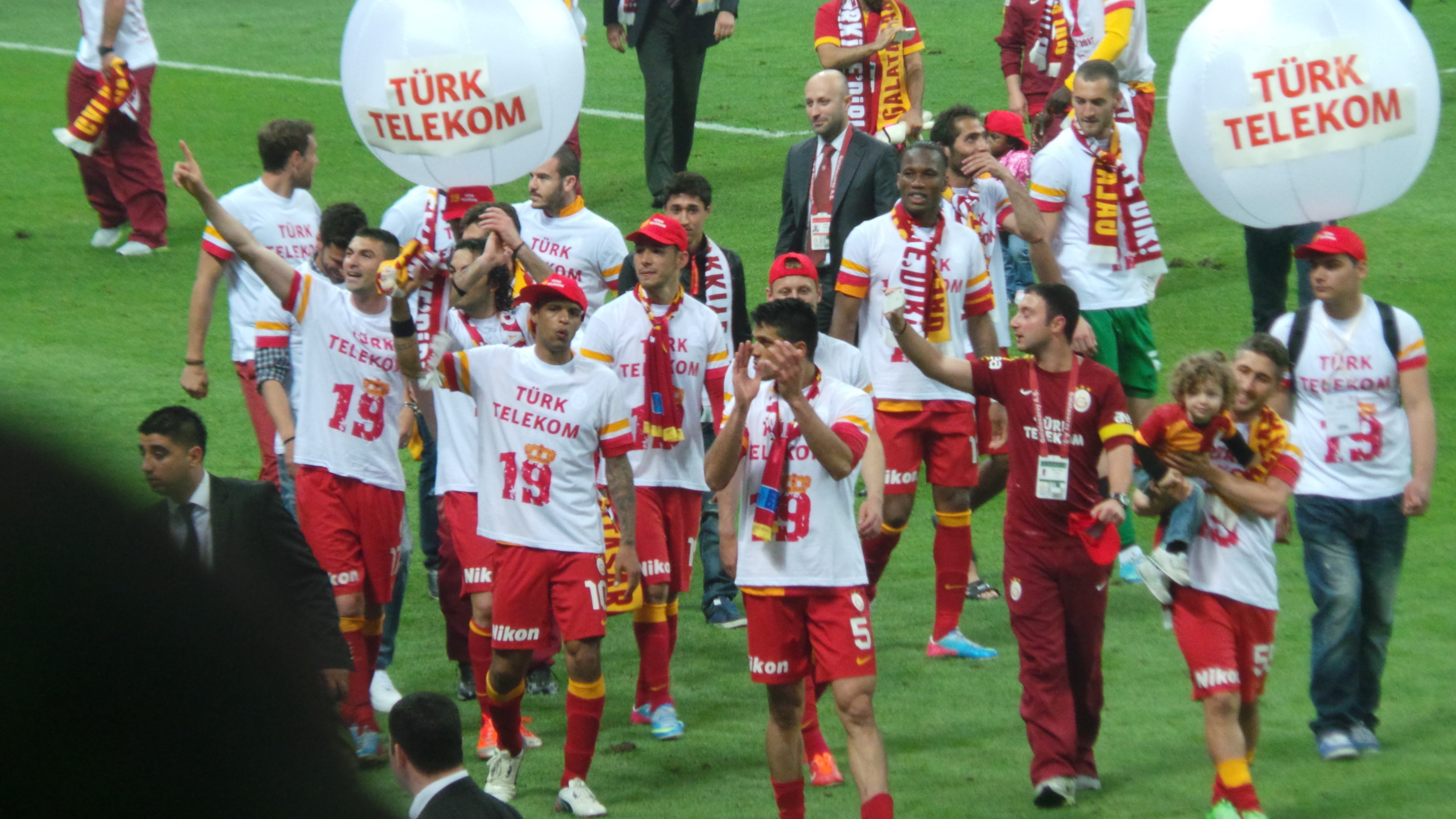
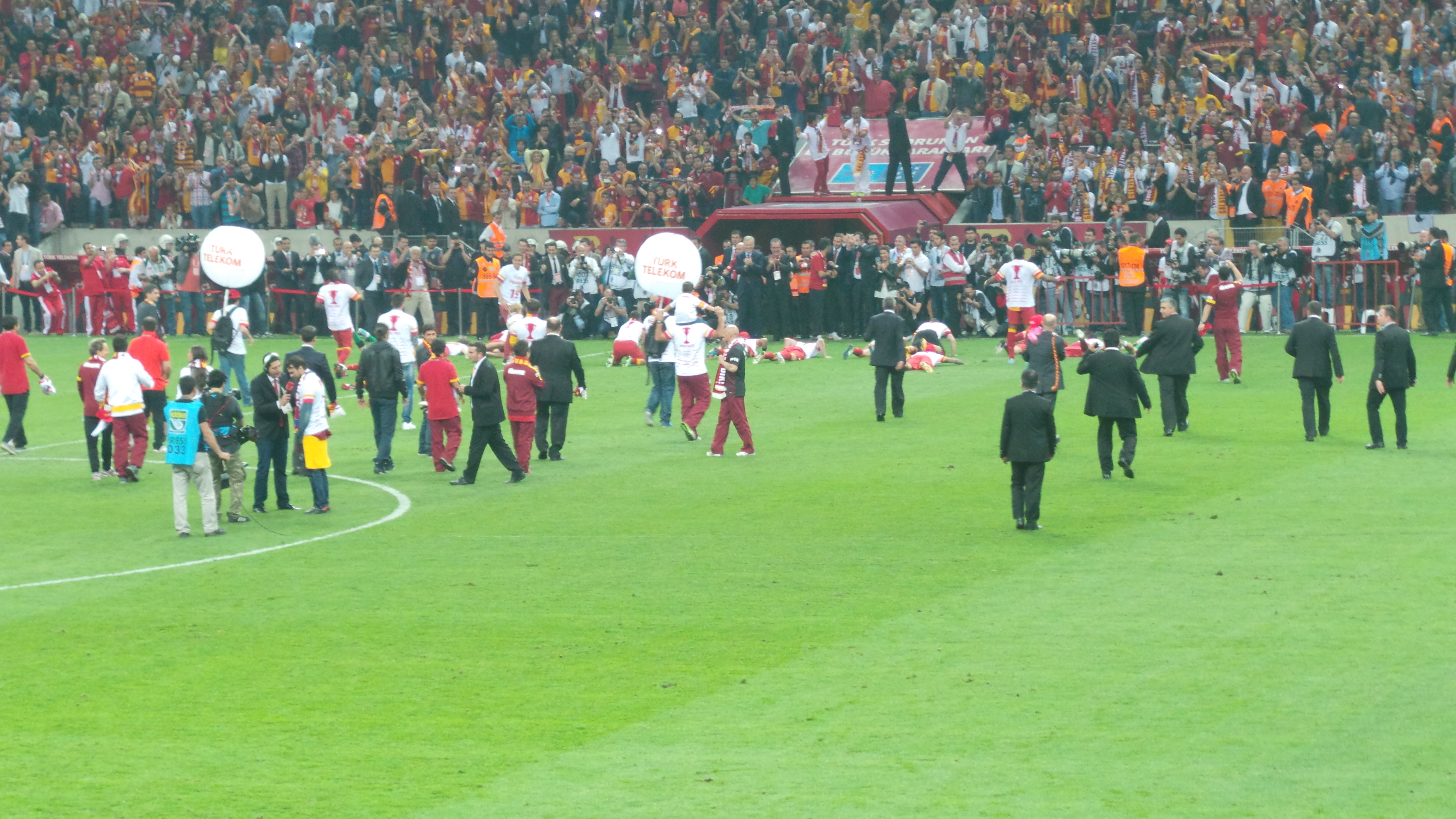
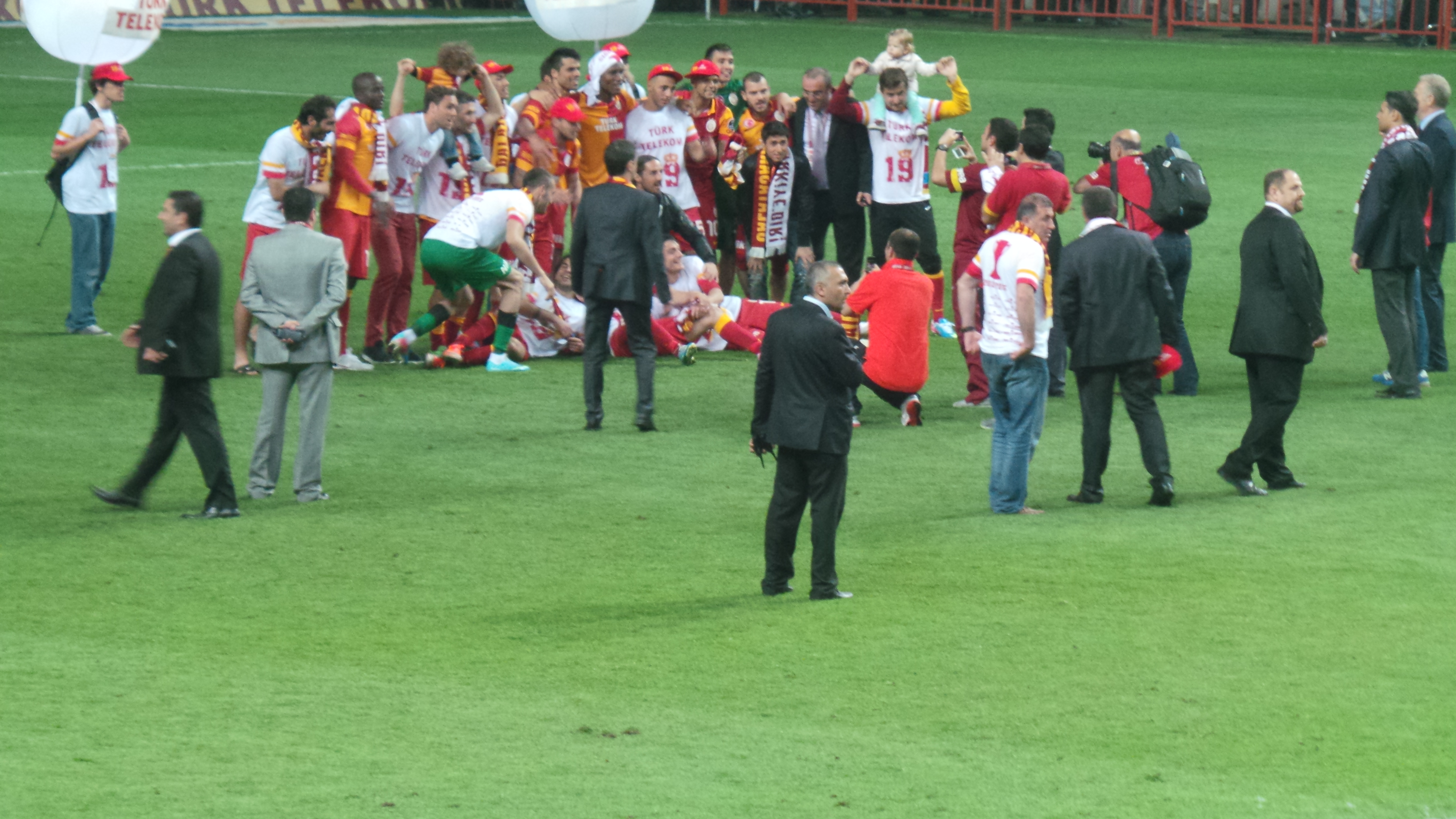
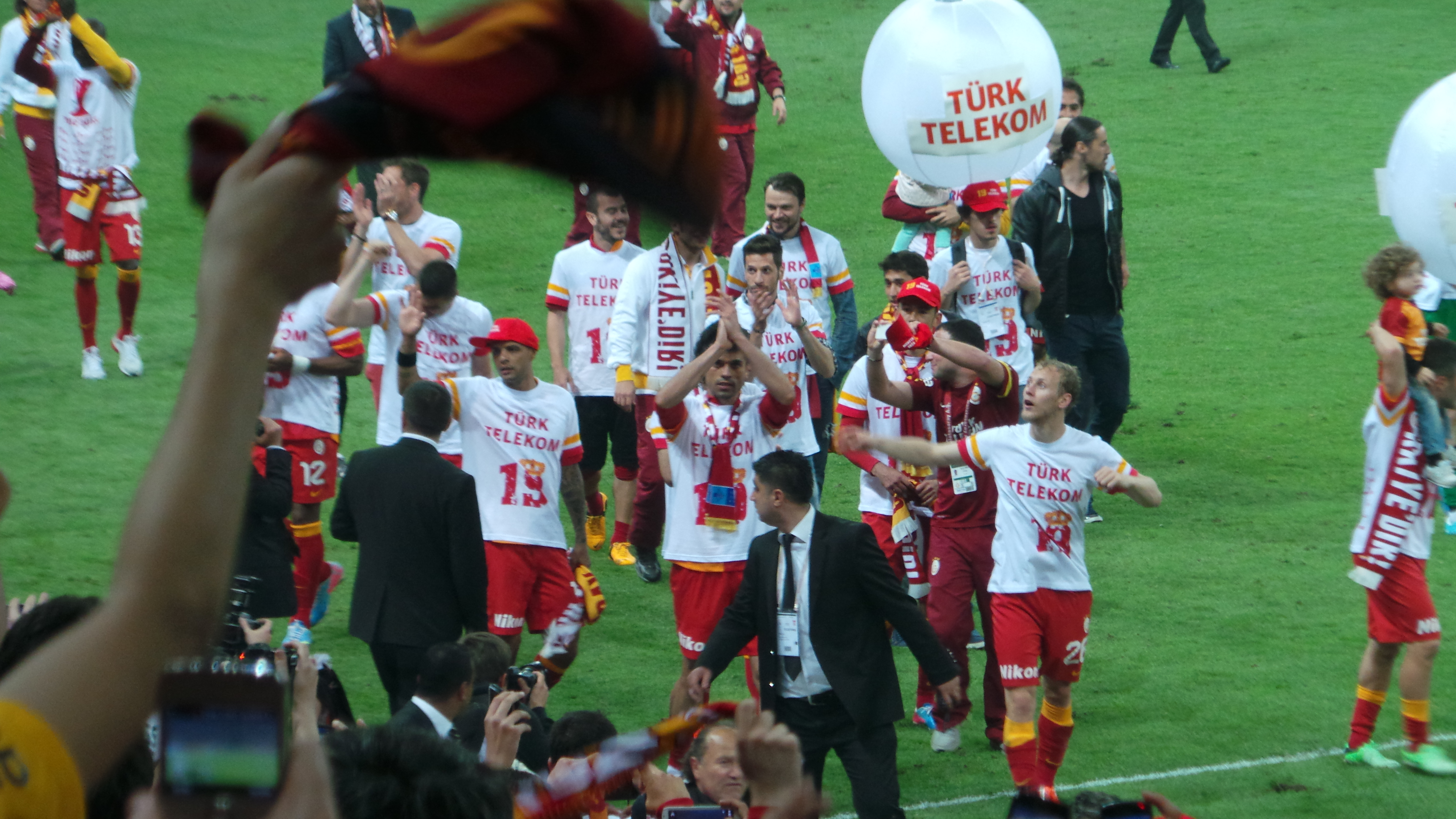
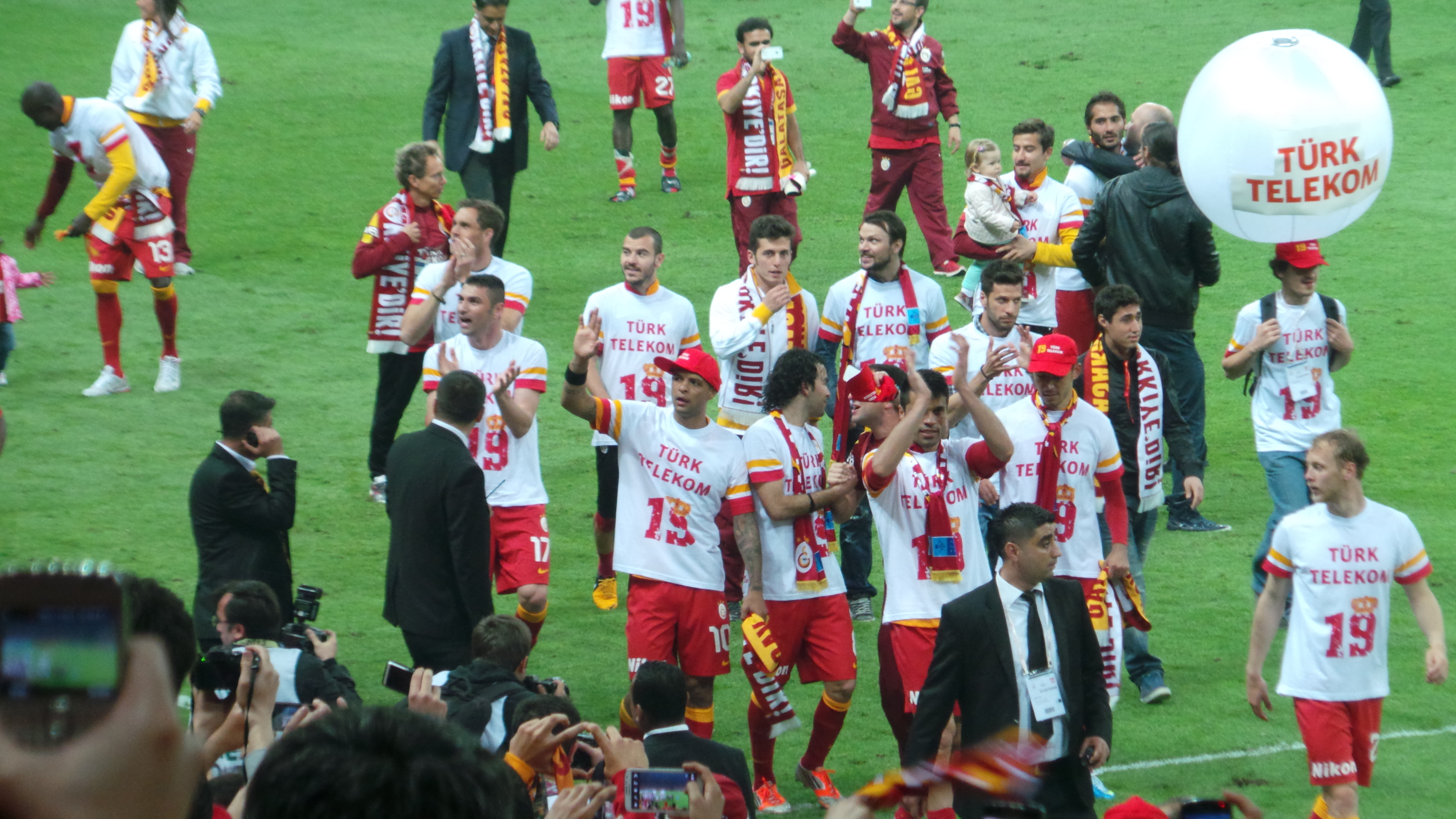
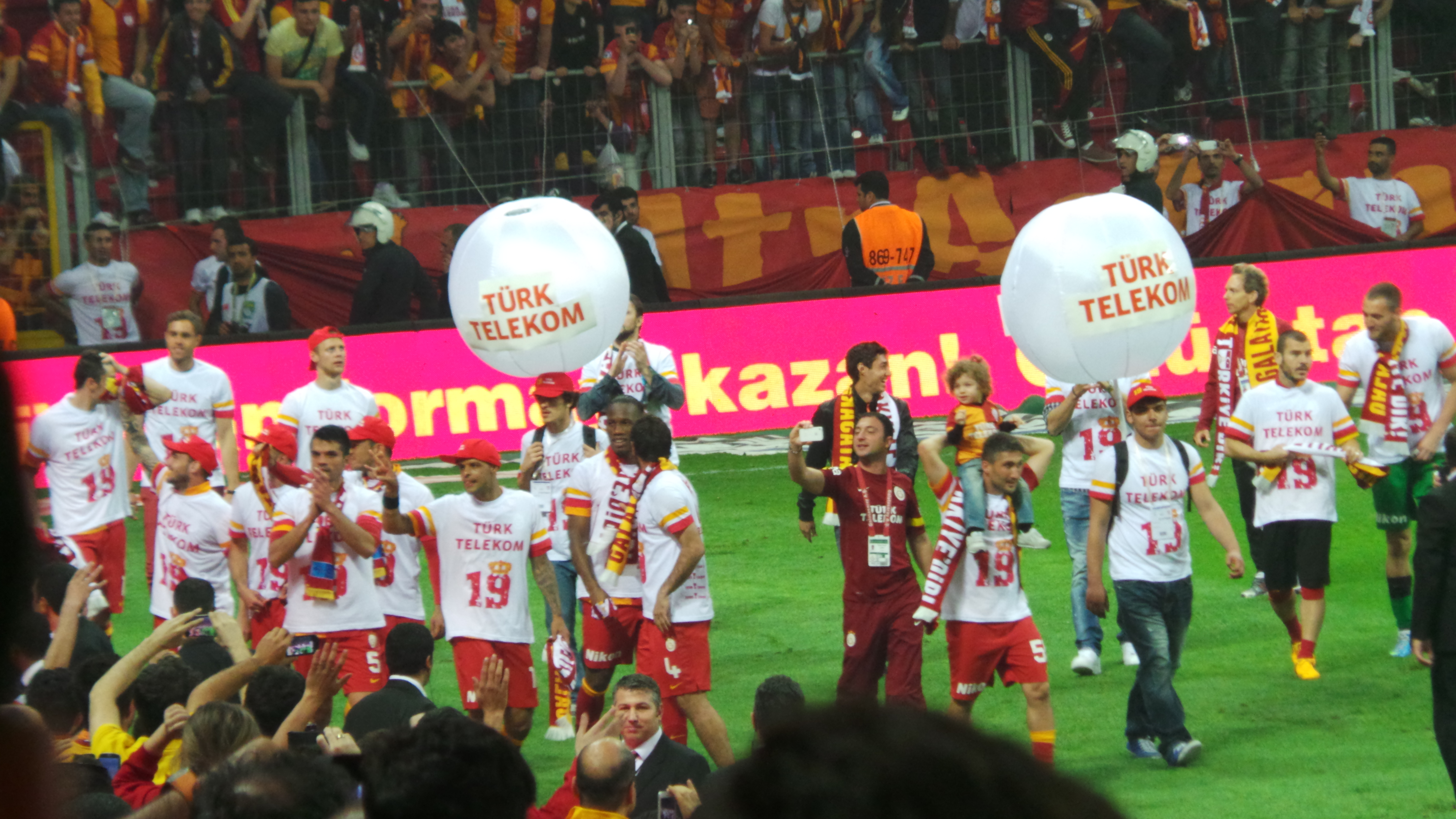
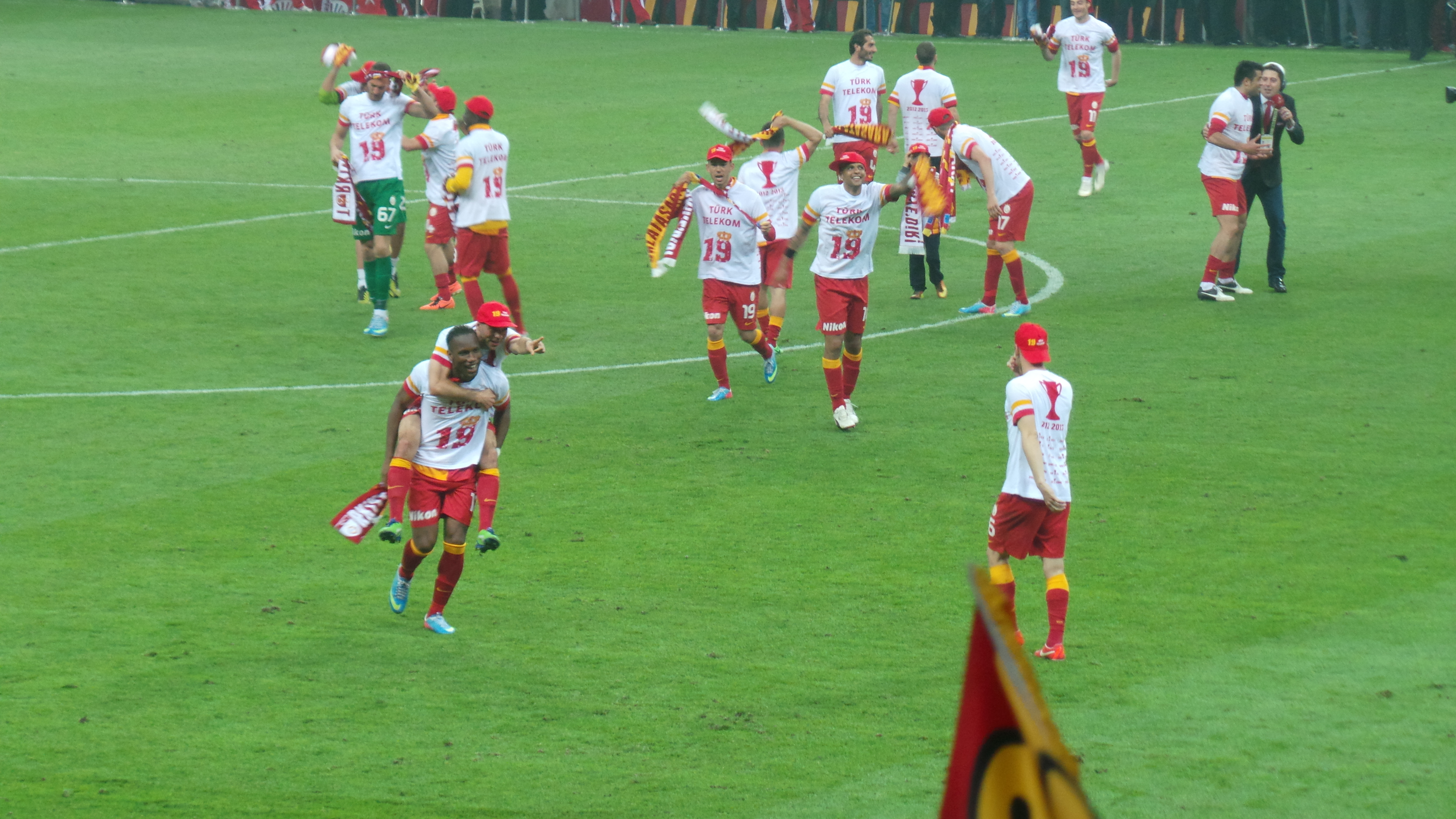

| 22 | 15. Februar 2013   | Akhisar Belediyespor  | 19 Mayıs Stadı, Manisa                 | 2:1 (0:0) | 1:0 Drogba (67.), 2:0 B. Yılmaz (70.)                                        | Nounkeu (41.), Kaya (45.), Muslera (89.), Altıntop (90.+4')                 | 15.000    |
| 23 | 25. Februar 2012   | Orduspor              | Türk Telekom Arena, Istanbul           | 4:2 (0:2) | 1:2 Sneijder (58.), 2:2 B. Yılmaz (68.), 3:2 B. Yılmaz (70.), 4:2 İnan (78.) | Zan (27.), Balta (44.), Nounkeu (61.), İnan (69.)                           | 49.872    |
| 24 | 2. März 2013       | Eskişehirspor         | Atatürk Stadı, Eskişehir               | 0:0       | keine                                                                        | Sneijder (10.), Melo (37.), Riera (83.), Zan (90.+3')                       | 15.400    |
| 25 | 8. März 2013       | Gençlerbirliği Ankara | Türk Telekom Arena, Istanbul           | 0:1 (0:0) | keine                                                                        | Altıntop (41.), Kurtuluş (89.), Zan (86.)                                   | 45.000    |
| 26 | 17. März 2013      | Kayserispor           | Kadir Has Stadı, Kayseri               | 3:1 (3:0) | 1:0 Sneijder (3.), 2:0 B. Yılmaz (23.), 3:0 B. Yılmaz (38.)                  | İnan (85.)                                                                  | 32.472    |
| 27 | 30. März 2013      | Istanbul BB           | Türk Telekom Arena, Istanbul           | 2:0 (2:0) | 1:0 B. Yılmaz (23.), 2:0 B. Yılmaz (35.)                                     | İnan (11.), Drogba (70.), Riera (88.)                                       | 42.000    |
| 28 | 6. April 2013      | Mersin İdman Yurdu    | Türk Telekom Arena, Istanbul           | 3:1 (0:1) | 1:1 Melo (61. Foulelfmeter), 2:1 Drogba (70.), 3:1 Drogba (84.)              | Nounkeu (30.), Muslera (31.), Balta (32.), Altıntop (45.+2'), Amrabat (72.) | 22.000    |
| 29 | 13. April 2013     | Kardemir Karabükspor  | Necmettin-Şeyhoğlu-Stadion, Karabük    | 1:0 (0:0) | 1:0 Sneijder (52.)                                                           | Kaya (40.), Riera (45.)                                                     | 04.500    |
| 30 | 19. April 2013     | Elazığspor            | Türk Telekom Arena, Istanbul           | 3:1 (3:1) | 1:0 B. Yılmaz (20.), 2:0 Drogba (20.), 3:1 Drogba (25.)                      | Melo (77.), Cris (90.), Muslera (89.)                                       | 42.000    |
| 31 | 28. April 2013     | Gaziantepspor         | Kamil Ocak Stadı, Gaziantep            | 1:0 (0:0) | 1:0 B. Yılmaz (62.)                                                          | keine                                                                       | 14.000    |
| 32 | 5. Mai 2013        | Sivasspor             | Türk Telekom Arena, Istanbul           | 4:2 (1:0) | 1:0 İnan (8.), 2:0 B. Yılmaz (53.), 3:0 İnan (60.), 4:0 B. Yılmaz (75.)      | Melo (10.), Amrabat (73.), Bulut (88.), Bulut (89.)                         | 52.500    |
| 33 | 12. Mai 2013       | Fenerbahçe Istanbul   | Şükrü Saracoğlu Stadı, Istanbul        | 1:2 (1:2) | 1:0 B. Yılmaz (25. Handelfmeter)                                             | Drogba (38.), Zan (85.), Amrabat (90.+7'), Sarıoğlu (90.+3')                | 50.025    |
| 34 | 18. Mai 2013       | Trabzonspor           | Türk Telekom Arena, Istanbul           | 2:0 (1:0) | 1:0 Riera (34.), 2:0 B. Yılmaz (52.)                                         | keine                                                                       | 52.650    |

### Türkiye Kupası
| Runde                  | Datum             | Gegner        | Ort                          | Ergebnis  | Tor(e) für Galatasaray Istanbul                                                 | Karte(n) für Galatasaray Istanbul | Zuschauer |
| ---------------------- | ----------------- | ------------- | ---------------------------- | --------- | ------------------------------------------------------------------------------- | --------------------------------- | --------- |
| 4. Qualifikationsrunde | 27. November 2012 | Balıkesirspor | Türk Telekom Arena, Istanbul | 4:1 (2:1) | 1:0 Elmander (26.), 2:1 Yıldırım (41.), 3:1 A. Yılmaz (61.), 4:1 Gülselam (70.) | keine                             |           |
| 5. Qualifikationsrunde | 11. Dezember 2012 | Sivasspor     | Türk Telekom Arena, Istanbul | 1:2 (0:1) | 1:2 Çolak (77.)                                                                 | Çolak (68.), Birinci (89.)        | 36.795    |

### UEFA Champions League

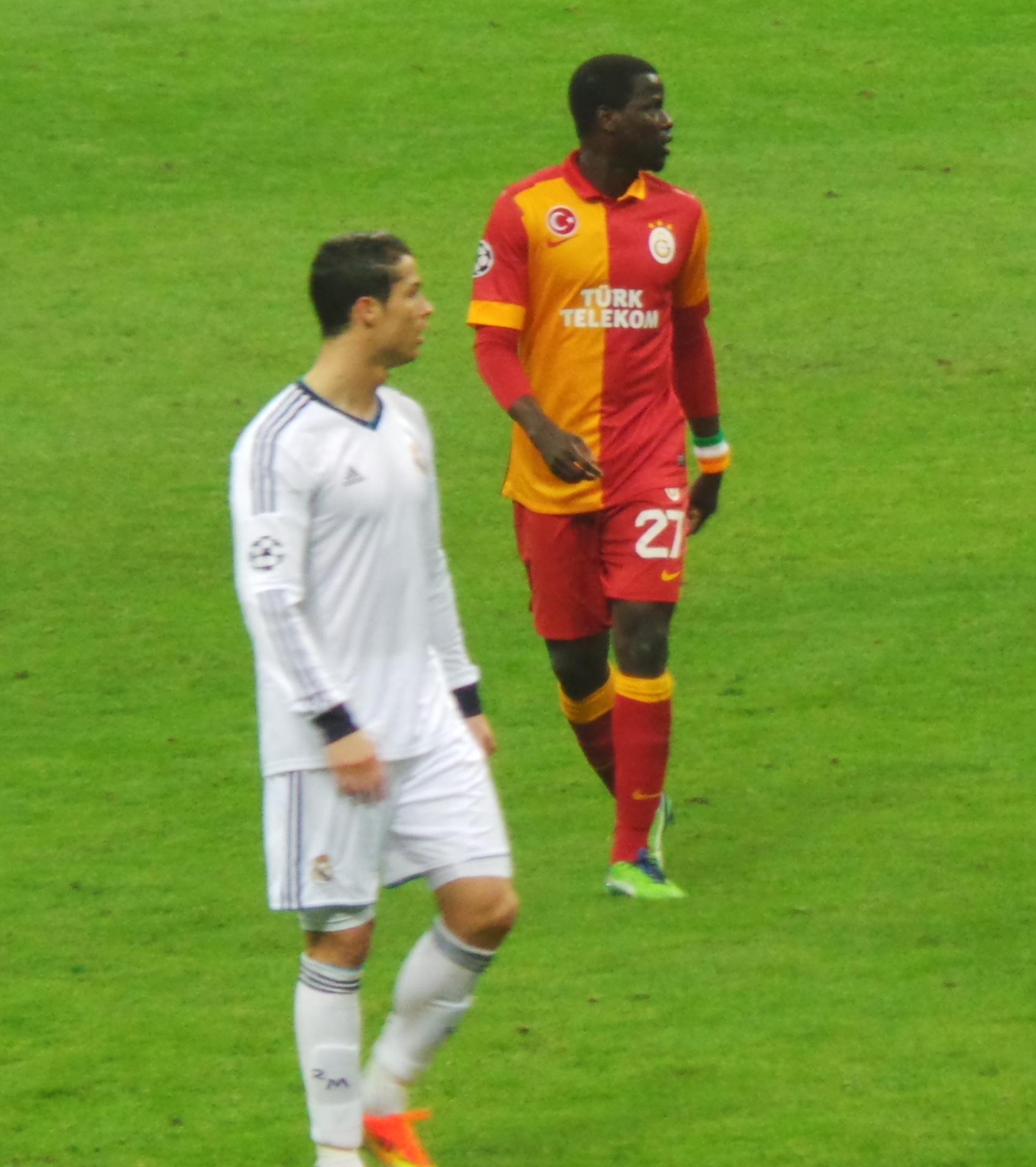
Emmanuel Eboué und Cristiano Ronaldo im Viertelfinale-Rückspiel.

| Runde                   | Datum              | Gegner            | Ort                                           | Ergebnis  | Tor(e) für Galatasaray Istanbul                               | Karte(n) für Galatasaray Istanbul                        | Zuschauer |
| ----------------------- | ------------------ | ----------------- | --------------------------------------------- | --------- | ------------------------------------------------------------- | -------------------------------------------------------- | --------- |
| Gruppenphase            | 19. September 2012 | Manchester United | Old Trafford, Manchester                      | 0:1 (0:1) | keine                                                         | Melo (58.)                                               | 74.653    |
| Gruppenphase            | 2. Oktober 2012    | Sporting Braga    | Ali Sami Yen Spor Kompleksi, Istanbul         | 0:2 (0:1) | keine                                                         | Melo (2.), Nounkeu (41.)                                 | 46.987    |
| Gruppenphase            | 23. Oktober 2012   | CFR Cluj          | Ali Sami Yen Spor Kompleksi, Istanbul         | 1:1 (0:1) | 1:1 B. Yılmaz (77.)                                           | Bulut (14.), Amrabat (25.), Melo (31.), Sarıoğlu (73.)   | 39.013    |
| Gruppenphase            | 7. November 2012   | CFR Cluj          | Dr.-Constantin-Rădulescu-Stadion, Cluj-Napoca | 3:1 (1:0) | 1:0 B. Yılmaz (18.), 2:1 B. Yılmaz (61.), 3:1 B. Yılmaz (74.) | Riera (40.), Altıntop (49.)                              | 16.232    |
| Gruppenphase            | 20. November 2012  | Manchester United | Ali Sami Yen Spor Kompleksi, Istanbul         | 1:0 (0:0) | 1:0 B. Yılmaz (53.)                                           | B. Yılmaz (77.)                                          | 50.278    |
| Gruppenphase            | 5. Dezember 2012   | Sporting Braga    | Estádio AXA, Braga                            | 2:1 (1:0) | 1:1 B. Yılmaz (58.), 2:1 A. Yılmaz (78.)                      | Riera (66.), İnan (85.), B. Yılmaz (90.+2')              | 08.964    |
| Achtelfinale-Hinspiel   | 20. Februar 2013   | FC Schalke 04     | Ali Sami Yen Spor Kompleksi, Istanbul         | 1:1 (1:1) | 1:0 B. Yılmaz (12.)                                           | Muslera (17.), Amrabat (48.), İnan (90.)                 | 50.734    |
| Achtelfinale-Rückspiel  | 12. März 2013      | FC Schalke 04     | Veltins-Arena, Gelsenkirchen                  | 3:2 (2:1) | 1:1 Altıntop (37.), 2:1 B. Yılmaz (42.), 3:2 Bulut (90.+5')   | Drogba (85.)                                             | 54.142    |
| Viertelfinale-Hinspiel  | 3. April 2013      | Real Madrid       | Estadio Santiago Bernabéu, Madrid             | 0:3 (0:2) | keine                                                         | Nounkeu (41.), Melo (71.), B. Yılmaz (78.), Drogba (88.) | 76.462    |
| Viertelfinale-Rückspiel | 9. April 2013      | Real Madrid       | Ali Sami Yen Spor Kompleksi, Istanbul         | 3:2 (0:1) | 1:1 Eboué (57.), 2:1 Sneijder (70.), 3:1 Drogba (72.)         | Sneijder (20.), Eboué (45.), Amrabat (90.+3')            | 50.734    |

### Süper Kupa
| Galatasaray Istanbul (Meister)                                     | Galatasaray Istanbul (Meister) | Fenerbahçe Istanbul (Pokalsieger) | Fenerbahçe Istanbul (Pokalsieger) |
| ------------------------------------------------------------------ | --- | --- | --------------------------------- |
| Galatasaray Istanbul (Meister)                                     | \| 12. August 2012 um 19:55 Uhr in Erzurum (Kâzım Karabekir Stadyumu) \| \| Ergebnis: 3:2 (1:1) \| \| Zuschauer: 25.000[1] \| \| Schiedsrichter: Cüneyt Çakır (Istanbul) \| \| Spielbericht \|                                                      | \| 12. August 2012 um 19:55 Uhr in Erzurum (Kâzım Karabekir Stadyumu) \| \| Ergebnis: 3:2 (1:1) \| \| Zuschauer: 25.000[1] \| \| Schiedsrichter: Cüneyt Çakır (Istanbul) \| \| Spielbericht \|                                                | Fenerbahçe Istanbul (Pokalsieger) |
| Galatasaray Istanbul (Meister)                                     | Fernando Muslera – Emmanuel Eboué, Dany Nounkeu, Semih Kaya, Hakan Balta – Hamit Altıntop, Engin Baytar, Selçuk İnan, Emre Çolak (83. Aydın Yılmaz) – Umut Bulut (90.+6' Necati Ateş), Johan Elmander (69. Nordin Amrabat) Cheftrainer: Fatih Terim | Volkan Demirel (16. Mert Günok) – Orhan Şam (90.+1' Moussa Sow), Bekir İrtegün, Egemen Korkmaz, Hasan Ali Kaldırım – Mehmet Topuz, Mehmet Topal (69. Miloš Krasić), Cristian Baroni, Caner Erkin, Alex – Dirk Kuyt Cheftrainer: Aykut Kocaman | Fenerbahçe Istanbul (Pokalsieger) |
| Galatasaray Istanbul (Meister)                                     | 1:0 Umut Bulut (19.) 2:1 Umut Bulut (57.) 3:2 Selçuk İnan (90., Foulelfmeter) | 1:1 Alex (45.+2') 2:2 Dirk Kuyt (65.) | Fenerbahçe Istanbul (Pokalsieger) |
| Galatasaray Istanbul (Meister)                                     | Selçuk İnan (90.+5') | Alex (45.+1'), Orhan Şam (70.), Bekir İrtegün (76.), Mehmet Topuz (80.) | Fenerbahçe Istanbul (Pokalsieger) |
| Galatasaray Istanbul (Meister)                                     | Engin Baytar (66., Tätlichkeit) | | Fenerbahçe Istanbul (Pokalsieger) |
| Galatasaray Istanbul (Meister)                                     | Spieler des Spiels: Umut Bulut | | Fenerbahçe Istanbul (Pokalsieger) |
| 12. August 2012 um 19:55 Uhr in Erzurum (Kâzım Karabekir Stadyumu) | | |                                   |
| Ergebnis: 3:2 (1:1)                                                | | |                                   |
| Zuschauer: 25.000                                                  | | |                                   |
| Schiedsrichter: Cüneyt Çakır (Istanbul)                            | | |                                   |
| Spielbericht                                                       | | |                                   |

### Freundschaftsspiele

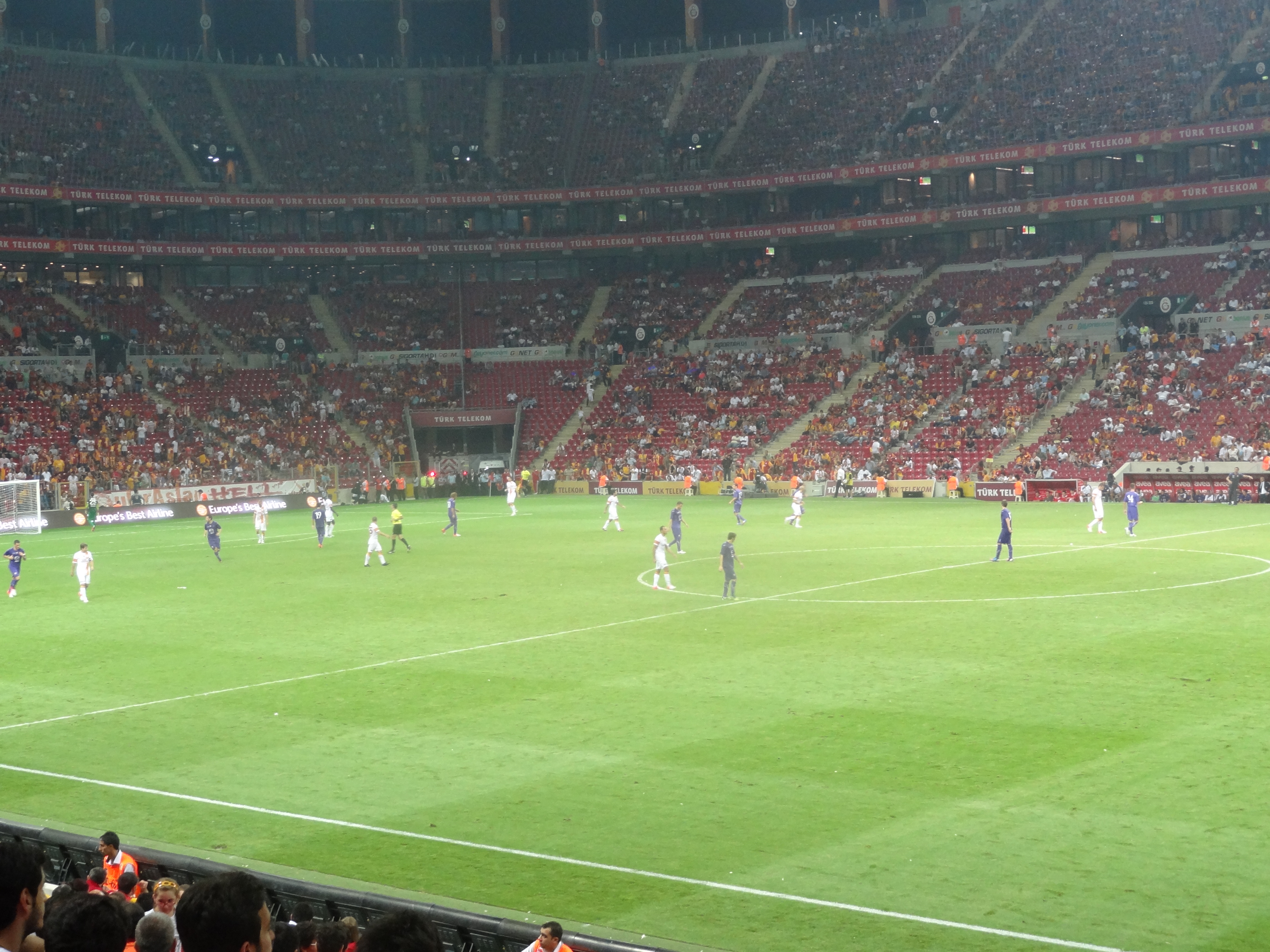
Galatasaray gegen die AC Florenz

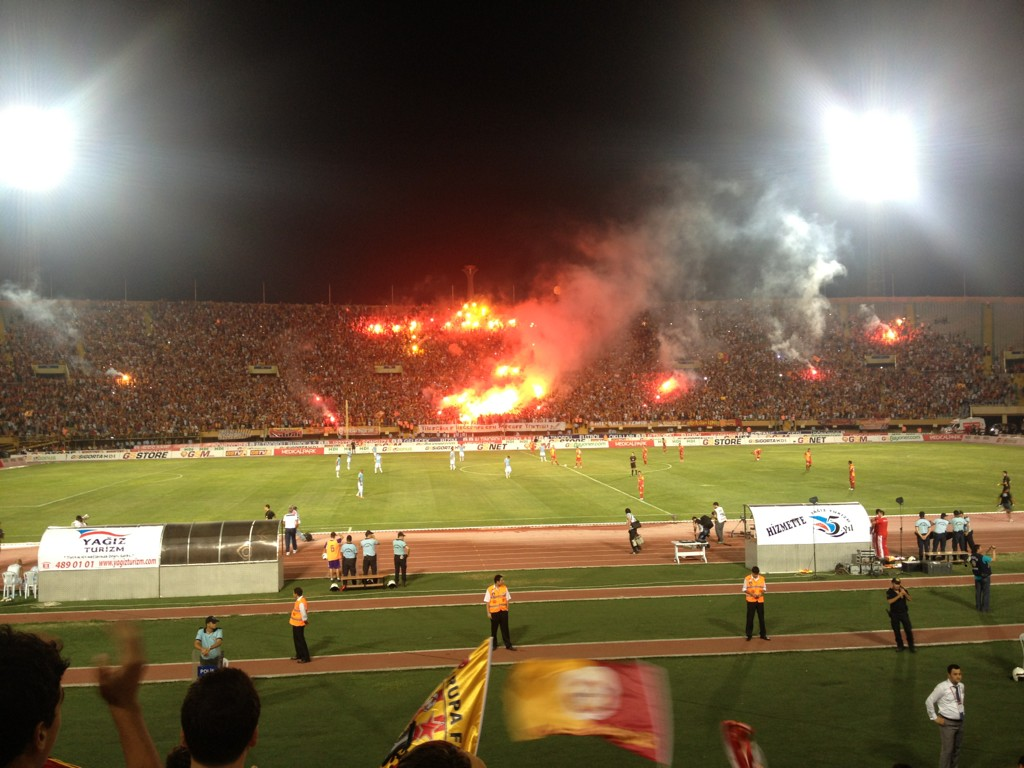
Galatasaray gegen Lazio Rom im Izmir Atatürk Stadı

Diese Tabelle führt die ausgetragenen Freundschaftsspiele auf.
| Datum              | Gegner                | Ort                                    | Ergebnis              | Tor(e) für Galatasaray Istanbul | Karte(n) für Galatasaray Istanbul |
| ------------------ | --------------------- | -------------------------------------- | --------------------- | --- | --------------------------------- |
| 11. Juli 2012      | SV Kirchbichl         | Sportstadion Wörgl                     | 11:0 (6:0)            | 1:0 Ateş (10.), 2:0 A. Yılmaz (25.), 3:0 Sarıoğlu (28.), 4:0 Ateş (42.), 5:0 Gülselam (44.), 6:0 Yıldırım (45.), 7:0 Çolak (54.), 8:0 Bulut (64.), 9:0 Bulut (69.), 10:0 Çolak (71.), 11:0 Ünsal (71.) | Riera (50.)                       |
| 1. August 2012     | NK Olimpija Ljubljana | Stadion Stožice, Ljubljana             | 1:1 (0:0)             | 1:1 Çolak (66.) | Culio (31.)                       |
| 4. August 2012     | Lazio Rom             | Atatürk Stadı, Izmir                   | 1:0 (1:0)             | 1:0 Elmander (16.) | keine                             |
| 8. August 2012     | AC Florenz            | Türk Telekom Arena, Istanbul           | 1:0 (0:0)             | 1:0 Bulut (48.) | keine                             |
| 15. August 2012    | Eyüpspor              | Türk Telekom Arena, Istanbul           | 5:1 (4:0)             | 1:0 A. Yılmaz (1.), 2:0 A. Yılmaz (16.), 3:0 Baroš (30.), 4:0 A. Yılmaz (31.), 5:1 Melo (87. Foulelfmeter)                                                                                             | keine                             |
| 7. September 2012  | CFC Genua             | Stadio Luigi Ferraris, Genua           | 0:0 n. V. (6:7 i. E.) | keine | keine                             |
| 10. September 2012 | Kartalspor            | Kartal Stadyumu, Istanbul              | 2:0 (2:0)             | 1:0 Melo (16.), 2:0 Amrabat (27.) | Amrabat (88.), Birinci (89.)      |
| 12. Oktober 2012   | Petrolul Ploiești     | Florya Metin Oktay Tesisleri, Istanbul | 0:2 (0:2)             | keine | keine                             |
| 6. Januar 2013     | Alanyaspor            | Oba Stadı, Alanya                      | 6:2 (2:2)             | 1:1 B. Yılmaz (32. Foulelfmeter), 2:2 A. Yılmaz (42.), 3:2 Elmander (57.), 4:2 A. Yılmaz (58.), 5:2 Riera (64.), 6:2 Elmander (69.)                                                                    | B. Yılmaz (45.)                   |
| 12. Januar 2013    | VfR Aalen             | Oba Stadı, Alanya                      | 0:1 (0:1)             | keine | keine                             |
| 26. März 2013      | Istanbulspor          | Florya Metin Oktay Tesisleri, Istanbul | 4:0 (4:0)             | 1:0 Kurtuluş, 2:0 Özçal, 3:0 Sarıoğlu, 4:0 A. Yılmaz | keine                             |

## Statistiken

### Teamstatistik
| Wettbewerb            | Punkte | daheim | daheim | daheim | daheim | daheim | auswärts | auswärts | auswärts | auswärts | auswärts | Gesamt | Gesamt | Gesamt | Gesamt | Gesamt | Tordifferenz |
| Wettbewerb            | Punkte | Sp     | S      | U      | N      | TV     | Sp       | S        | U        | N        | TV       | Sp     | S      | U      | N      | TV     | Tordifferenz |
| --------------------- | ------ | ------ | ------ | ------ | ------ | ------ | -------- | -------- | -------- | -------- | -------- | ------ | ------ | ------ | ------ | ------ | ------------ |
| Süper Lig             | 71     | 17     | 13     | 2      | 2      | 38:17  | 17       | 8        | 6        | 3        | 28:18    | 34     | 21     | 8      | 5      | 66:35  | +31          |
| Türkiye Kupası        | –      | 2      | 1      | 0      | 1      | 5:3    | 0        | 0        | 0        | 0        | 0:0      | 2      | 1      | 0      | 1      | 5:3    | +2           |
| UEFA Champions League | –      | 5      | 2      | 2      | 1      | 6:6    | 5        | 3        | 0        | 2        | 8:8      | 10     | 5      | 2      | 3      | 14:14  | ±0           |
| Gesamt                | 71     | 24     | 16     | 4      | 4      | 49:26  | 22       | 11       | 6        | 5        | 36:26    | 46     | 27     | 10     | 9      | 85:52  | +33          |

### Saisonverlauf
| Spieltag | 1 | 2 | 3 | 4 | 5 | 6 | 7 | 8 | 9 | 10 | 11 | 12 | 13 | 14 | 15 | 16 | 17 | 18 | 19 | 20 | 21 | 22 | 23 | 24 | 25 | 26 | 27 | 28 | 29 | 30 | 31 | 32 | 33 | 34 |
| -------- | - | - | - | - | - | - | - | - | - | -- | -- | -- | -- | -- | -- | -- | -- | -- | -- | -- | -- | -- | -- | -- | -- | -- | -- | -- | -- | -- | -- | -- | -- | -- |
| Spielort | H | A | H | A | H | A | H | A | H | A  | A  | H  | A  | H  | A  | H  | A  | A  | H  | A  | H  | A  | H  | A  | H  | A  | H  | H  | A  | H  | A  | H  | A  | H  |
| Resultat | S | U | S | S | S | N | U | U | S | S  | U  | N  | S  | U  | S  | S  | U  | N  | S  | U  | S  | S  | S  | U  | N  | S  | S  | S  | S  | S  | S  | S  | N  | S  |
| Platz    | 2 | 5 | 1 | 1 | 1 | 1 | 1 | 1 | 1 | 1  | 1  | 1  | 1  | 1  | 1  | 1  | 1  | 1  | 1  | 1  | 1  | 1  | 1  | 1  | 1  | 1  | 1  | 1  | 1  | 1  | 1  | 1  | 1  | 1  |

Quelle: https://www.weltfussball.de/spielplan/tur-sueper-lig-2012-2013
Legende: Spielort: H = Heim; A = Auswärts. Resultat: S = Sieg; U = Unentschieden; N = Niederlage

### Spielerstatistiken
| Spieler          | Süper Lig | Süper Lig | Süper Lig   | Süper Lig  | Türkiye Kupası / Süper Kupa | Türkiye Kupası / Süper Kupa | Türkiye Kupası / Süper Kupa | Türkiye Kupası / Süper Kupa | Champions League | Champions League | Champions League | Champions League | Total    | Total | Total       | Total      |
| Spieler          | Einsätze  | Tore      | Gelbe Karte | Rote Karte | Einsätze                    | Tore                        | Gelbe Karte                 | Rote Karte                  | Einsätze         | Tore             | Gelbe Karte      | Rote Karte       | Einsätze | Tore  | Gelbe Karte | Rote Karte |
| ---------------- | --------- | --------- | ----------- | ---------- | --------------------------- | --------------------------- | --------------------------- | --------------------------- | ---------------- | ---------------- | ---------------- | ---------------- | -------- | ----- | ----------- | ---------- |
| Hamit Altıntop   | 29        | 0         | 7           | 0          | 2                           | 0                           | 0                           | 0                           | 9                | 1                | 1                | 0                | 40       | 1     | 8           | 0          |
| Nordin Amrabat   | 30        | 1         | 6           | 0          | 3                           | 0                           | 0                           | 0                           | 10               | 0                | 3                | 0                | 43       | 1     | 9           | 0          |
| Necati Ateş      | 0         | 0         | 0           | 0          | 1                           | 0                           | 0                           | 0                           | 0                | 0                | 0                | 0                | 1        | 0     | 0           | 0          |
| Hakan Balta      | 14        | 1         | 6           | 0          | 2                           | 0                           | 0                           | 0                           | 1                | 0                | 0                | 0                | 17       | 1     | 6           | 0          |
| Engin Baytar     | 7         | 0         | 1           | 0          | 3                           | 0                           | 1                           | 1                           | 1                | 0                | 0                | 0                | 11       | 0     | 2           | 1          |
| Çağlar Birinci   | 1         | 0         | 0           | 0          | 2                           | 0                           | 1                           | 0                           | 0                | 0                | 0                | 0                | 3        | 0     | 1           | 0          |
| Umut Bulut       | 27        | 12        | 2           | 1          | 1                           | 2                           | 0                           | 0                           | 10               | 1                | 1                | 0                | 38       | 15    | 3           | 1          |
| Ufuk Ceylan      | 1         | 0         | 0           | 0          | 2                           | 0                           | 0                           | 0                           | 0                | 0                | 0                | 0                | 3        | 0     | 0           | 0          |
| Emre Çolak       | 24        | 1         | 1           | 0          | 3                           | 1                           | 1                           | 0                           | 6                | 0                | 0                | 0                | 33       | 2     | 2           | 0          |
| Cris             | 10        | 1         | 3           | 0          | 1                           | 0                           | 0                           | 0                           | 1                | 0                | 0                | 0                | 12       | 1     | 3           | 0          |
| Didier Drogba    | 13        | 5         | 2           | 0          | 0                           | 0                           | 0                           | 0                           | 4                | 1                | 2                | 0                | 17       | 6     | 4           | 0          |
| Emmanuel Eboué   | 28        | 0         | 0           | 0          | 1                           | 0                           | 0                           | 0                           | 10               | 1                | 1                | 0                | 39       | 1     | 1           | 0          |
| Johan Elmander   | 16        | 4         | 1           | 0          | 3                           | 1                           | 0                           | 0                           | 6                | 0                | 0                | 0                | 25       | 5     | 1           | 0          |
| Aykut Erçetin    | 0         | 0         | 0           | 0          | 0                           | 0                           | 0                           | 0                           | 0                | 0                | 0                | 0                | 0        | 0     | 0           | 0          |
| Ceyhun Gülselam  | 1         | 0         | 0           | 0          | 2                           | 1                           | 0                           | 0                           | 0                | 0                | 0                | 0                | 3        | 1     | 0           | 0          |
| Selçuk İnan      | 31        | 6         | 8           | 0          | 1                           | 1                           | 1                           | 0                           | 10               | 0                | 2                | 0                | 42       | 7     | 11          | 0          |
| Eray İşcan       | 1         | 0         | 0           | 0          | 0                           | 0                           | 0                           | 0                           | 1                | 0                | 0                | 0                | 2        | 0     | 0           | 0          |
| Semih Kaya       | 25        | 0         | 4           | 0          | 1                           | 0                           | 0                           | 0                           | 10               | 0                | 1                | 0                | 36       | 0     | 5           | 0          |
| Yekta Kurtuluş   | 18        | 1         | 2           | 0          | 1                           | 0                           | 0                           | 0                           | 2                | 0                | 0                | 0                | 21       | 1     | 2           | 0          |
| Felipe Melo      | 26        | 1         | 6           | 2          | 0                           | 0                           | 0                           | 0                           | 10               | 0                | 4                | 0                | 36       | 1     | 10          | 2          |
| Fernando Muslera | 33        | 0         | 2           | 1          | 1                           | 0                           | 0                           | 0                           | 10               | 0                | 1                | 0                | 44       | 0     | 3           | 1          |
| Dany Nounkeu     | 24        | 0         | 4           | 1          | 1                           | 0                           | 0                           | 0                           | 9                | 0                | 3                | 0                | 34       | 0     | 7           | 1          |
| Furkan Özçal     | 0         | 0         | 0           | 0          | 1                           | 0                           | 0                           | 0                           | 0                | 0                | 0                | 0                | 1        | 0     | 0           | 0          |
| Albert Riera     | 26        | 2         | 5           | 0          | 0                           | 0                           | 0                           | 0                           | 9                | 0                | 2                | 0                | 35       | 2     | 7           | 0          |
| Sabri Sarıoğlu   | 16        | 0         | 1           | 1          | 2                           | 0                           | 0                           | 0                           | 4                | 0                | 1                | 0                | 22       | 0     | 2           | 1          |
| Wesley Sneijder  | 12        | 3         | 1           | 0          | 0                           | 0                           | 0                           | 0                           | 4                | 1                | 1                | 0                | 16       | 4     | 2           | 0          |
| Tomáš Ujfaluši   | 2         | 0         | 0           | 0          | 0                           | 0                           | 0                           | 0                           | 0                | 0                | 0                | 0                | 2        | 0     | 0           | 0          |
| Sercan Yıldırım  | 3         | 1         | 0           | 0          | 2                           | 1                           | 0                           | 0                           | 0                | 0                | 0                | 0                | 5        | 2     | 0           | 0          |
| Aydın Yılmaz     | 17        | 0         | 1           | 0          | 3                           | 1                           | 0                           | 0                           | 3                | 1                | 0                | 0                | 23       | 2     | 1           | 0          |
| Burak Yılmaz     | 30        | 24        | 2           | 0          | 0                           | 0                           | 0                           | 0                           | 9                | 8                | 3                | 0                | 39       | 32    | 5           | 0          |
| Gökhan Zan       | 10        | 0         | 3           | 1          | 2                           | 0                           | 0                           | 0                           | 3                | 0                | 0                | 0                | 15       | 0     | 3           | 1          |